# Русудан од Грузије
Русудан од Грузије, царица Трапезунта (груз. რუსუდანი) била је супруга цара Манојла I Трапезунтског и мајка царице Теодоре. О њој се врло мало поуздано зна.

## Породица
Русудан се обично сматра чланом династије Багратион.Саболч де Вајај је тврдио да је Русудан вероватно била ванбрачна ћерка краља Георгија IV Лаше. Међутим, Мишел Куршански тврди да Русудан није могла бити ништа више од грађанке и љубавнице цара Манојла I. Прво, Куршански примећује да није био обичај у Грузији, да деци дају име по родитељима. „Само то би требало да буде довољно да укаже да Русудан не може бити ћерка истоимене краљице“, пише он. Он истиче да је у хроници Михаила Панарета она једина од три жене које су му дале децу која се не помиње као Кира, односно „дама“. На крају, Русудан је једноставно описана као „из Иберије“ и ништа се не говори о њеном пореклу.

## Царица
Русудан се кратко помиње у хроници Михаила Панарета. „Госпођа Теодора Комнина, прва ћерка господара Манојла Великог Комнина од Русадана из Иберије.“ На основу грузијских извора, Куршански сугерише да је Русудан умрла 1247. године.
Цар Манојло I је имао најмање две ћерке чија се мајка не помиње, а могле би да буду деца од Русудан. Једна од кћери се удала за Деметријуса II од Грузије, друга се удала за једног његовог Дидебула. Иако се у модерним родословима спомиње као име, „Дидебул“ је заправо била титула. Према „Династији Багратиони (Багратион)“ Кристофера Бајерса, Дидебули су били „ненаследни племићи високог ранга, старији у вишем рангу од азнаура, обично неко у државној служби“